# Rubroscirus khaustovi
Rubroscirus khaustovi är en spindeldjursart som beskrevs av Sergeyenko 2006. Rubroscirus khaustovi ingår i släktet Rubroscirus och familjen Cunaxidae. Inga underarter finns listade i Catalogue of Life.